# Rue de Lancry
Pour l’article homonyme, voir Lancry.
La rue de Lancry est une rue du 10e arrondissement de Paris.

## Situation et accès
D'une longueur 540 m et d'une largeur de 10 m, elle commence 50, rue René-Boulanger et finit 83, quai de Valmy.

## Origine du nom
Elle doit son nom à celui d'un ancien propriétaire local, le sieur Lancry.

## Historique
Cette rue résulte de la réunion, en 1852, de la rue de Lancry sur lesquels elle avait été ouverte, en 1777, entre la rue de Bondy (actuelle rue René-Boulanger) et la rue des Marais (actuellement rue de Nancy, partie nord de la place Jacques-Bonsergent et rue Albert-Thomas, absorbée ici par le boulevard de Magenta), avec la section de la rue de la Grange-aux-Belles comprise depuis 1872 entre les rues des Marais et des Vinaigriers (dont cette partie s'appelle actuellement rue Jean-Poulmarch).
Le 19 avril 1918, durant la première Guerre mondiale, un obus lancé par la Grosse Bertha explose au no 61 rue de Lancry.
L'intersection de la rue de Lancry avec le boulevard Magenta fut en 2009 l'une des zones les plus dangereuses de Paris en termes d'accidents de la route.

## Bâtiments remarquables et lieux de mémoire
- No 2 : ancien bureau de Désiré Guilmard de 1852 à 1862, qui fut directeur-fondateur du journal d'ameublement Le Garde-meuble ancien et moderne et dessinateur spécialisé dans l'ameublement. Son ouvrage, Les Maîtres ornemanistes, aura une influence importante dans l'histoire de l'art et de l'ornement[3].
- N°4 : la fonderie d'ornement Savanne, l'une des plus précoces à Paris, était installée au numéro 4bis (vers 1836-1840) selon les planches de catalogue conservées  à l'INHA, Institut national de l'Histoire de l'Art
- No 5 (ou no 10) : immeuble de rapport d'époque Louis-Philippe au très beau décor sculpté. Ici habita M. Thirion de Montauban, dont la mort devant sa porte pendant le coup d'État de 1851 scandalisa Victor Hugo dans son livre Napoléon le Petit.
- No 7 : ici habita le graveur Jean-Pierre-Marie Jazet (1788-1871)[4], qui, selon le Grand Larousse du XIXe siècle, « s'attacha à reproduire particulièrement les faits d'armes de la République et de l'Empire, les souvenirs patriotiques, et à populariser, à l'aide d'un genre de gravure qu'on avait cru jusque-là ne convenir qu'au paysage, les plus célèbres tableaux de David, de Gros, de Carie et d'Horace Vernet, de Grenier, de Steuben, etc. ».
- No 10 : emplacement du théâtre Lancry, inauguré dans les années 1880 et fermé en 1953, où fut créé entre autres Les Chaises d'Eugène Ionesco. Le club de boxe le Premierland s’installe 10, rue de Lancry en 1921[5].
- No 17 : hôtel particulier construit probablement en 1777[6] au fronton de porte sculpté de putti et cornes d'abondance, monogrammé A.H. En fond de cour, un pavillon a été ajouté en 1852. C'est un bel exemple de lotissements en profondeur caractéristique du quartier. À cette adresse habita Stanislas Baudry (1777-1830), inventeur en 1827 de l’Entreprise générale des omnibus.

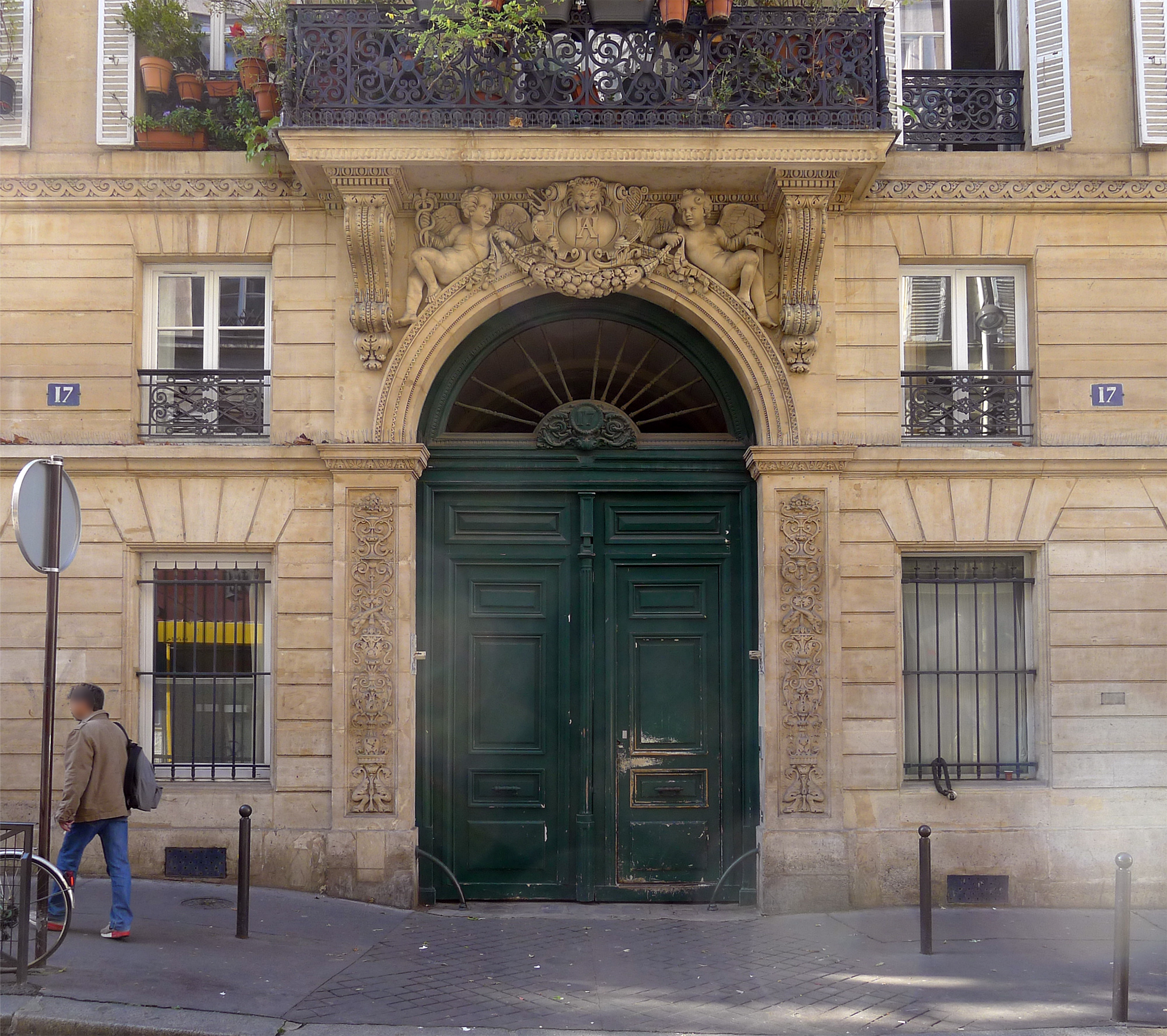
No 17 : vue générale.
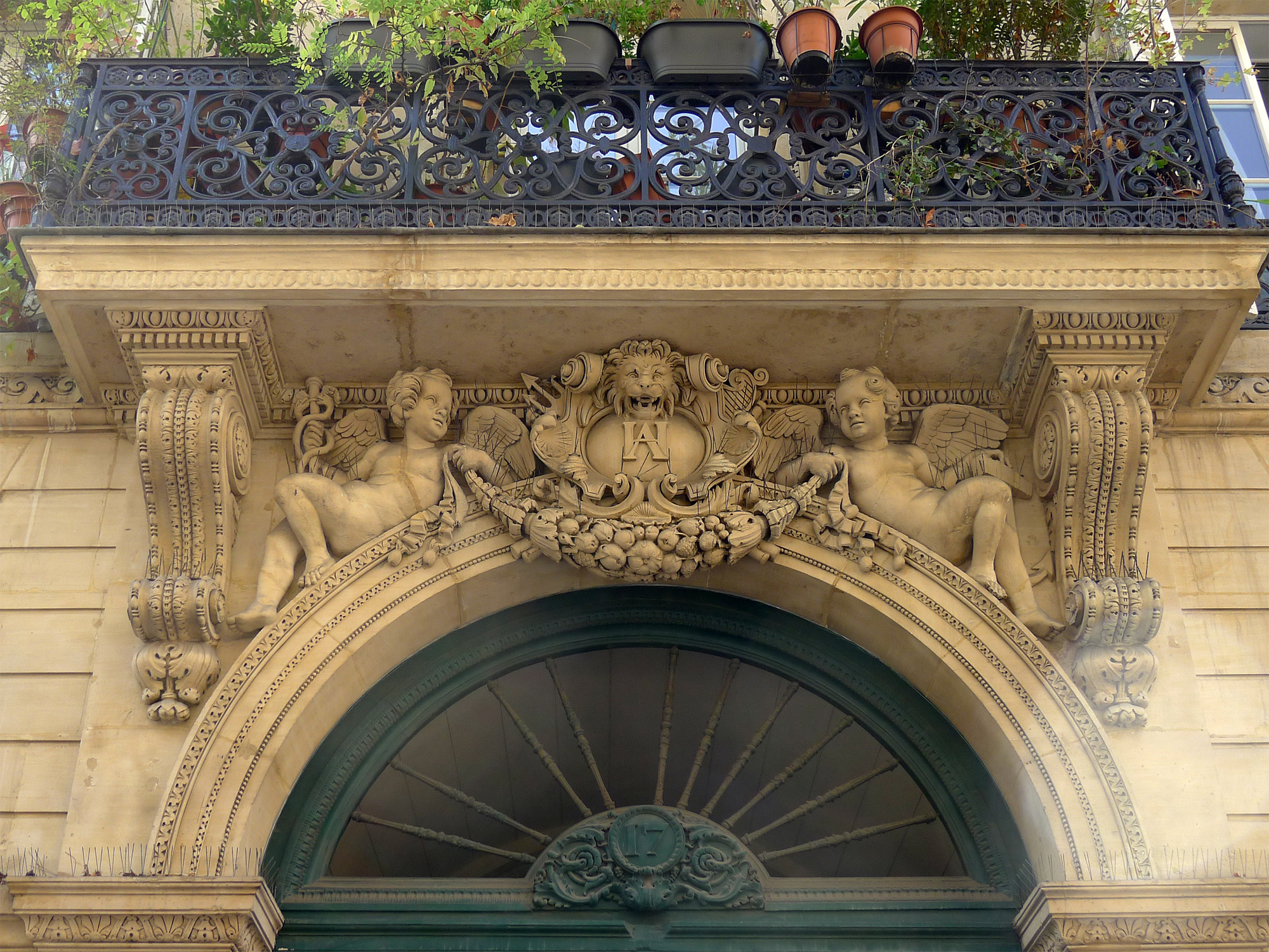
Détail.

- No 18 : ici habita le compositeur Alexandre Piccinni (1779-1850)[7], qui fut également premier pianiste de la chapelle du Roi et pianiste particulier de la duchesse d’Angoulême, Marie-Thérèse de France.
- No 23 : ici logea l'écrivain Alphonse-André-Véran Poujol[8].
- No 32 : emplacement de l'hôtel d'Étienne Clavière, détruit en 1903. La mairie du ve, ancien arrondissement de Paris s’installe, à cet endroit, de 1811 à 1824[9].
- No 34 : le peintre Henri-Joseph de Forestier (1787-1872) y est décédé le 23 décembre 1872.
- No 41 : siège du magazine Métal Hurlant dans les années 1970-1980.
- No 43 : ancien siège de l'éditeur imprimeur P. Vercasson, notamment célèbre pour l'édition des affiches de Leonetto Cappiello et de La vache qui rit (c'est là, en 1923, que la vache fut teinte en rouge et parée de boucles d’oreilles à son image)
- No 43 : domicile de l'écrivain et photographe Miguel 'Sÿd' Ruiz (17 mars 1962-), de 1986 à 1989.
- No 53 : le peintre Léon Cogniet (1794-1880) habitait à cet endroit en 1853.
- No 55 : l'acteur et animateur Laurent Artufel habite L'Atrium à cet endroit depuis 2010.
- No 63 : hôtel Leblanc-Barbedienne (1894), construit par l’architecte Debelleix pour Ferdinand Barbedienne, l'oncle de Gustave Leblanc-Barbedienne. Les peintures des plafonds du salon du premier étage ont été exécutées par Dambourgez en 1895 (inscrit monument historique depuis 1975[10]). Aujourd'hui, siège social de la société Pierre Hardy.
  - De 1841 à 1953, les ateliers et la fonderie Barbedienne s’étendaient, à l’arrière du bâtiment sur rue, jusqu’à la rue des Vinaigriers[11].

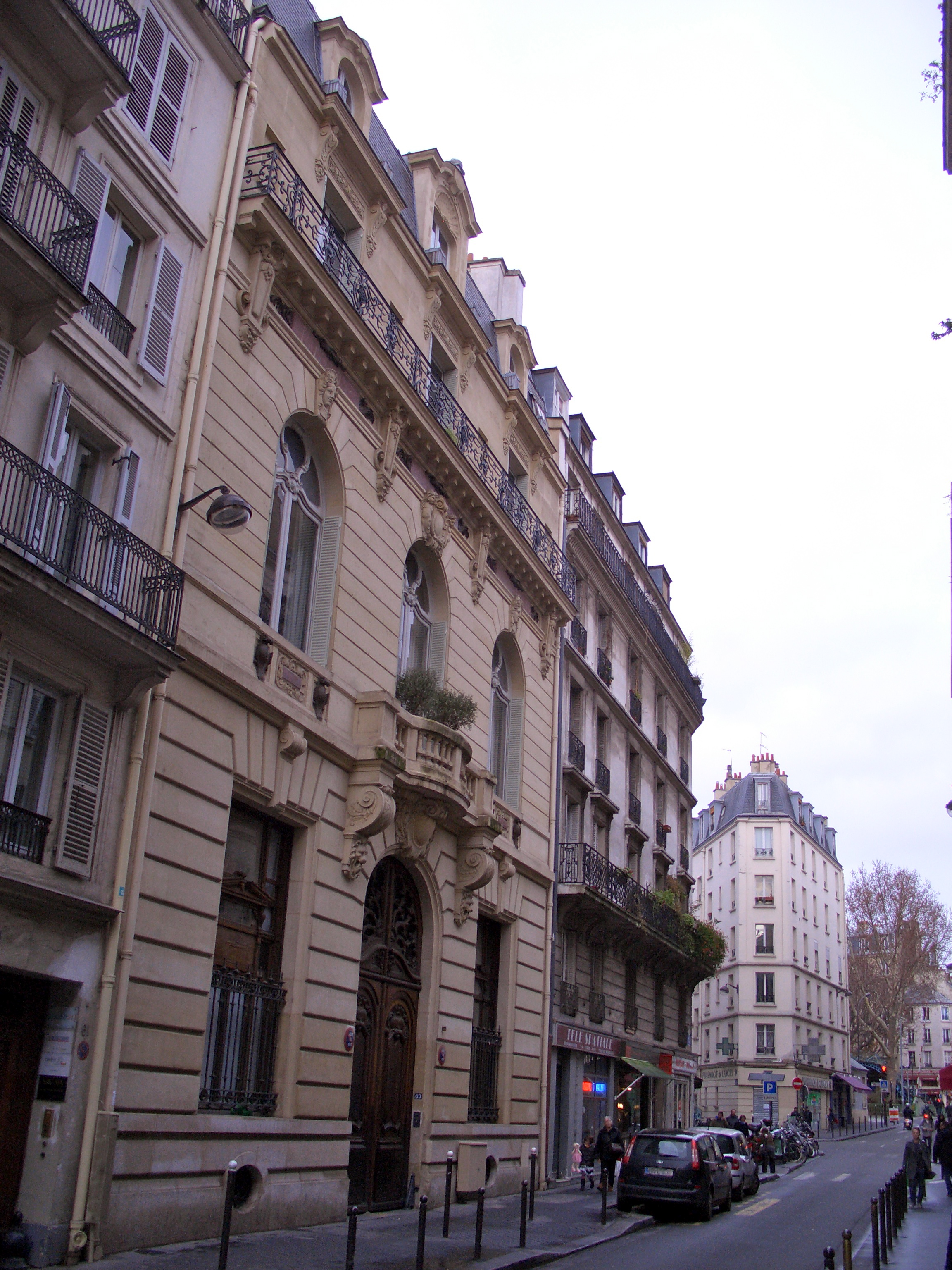
Hôtel Leblanc-Barbedienne dans la rue de Lancry.

Autres vues
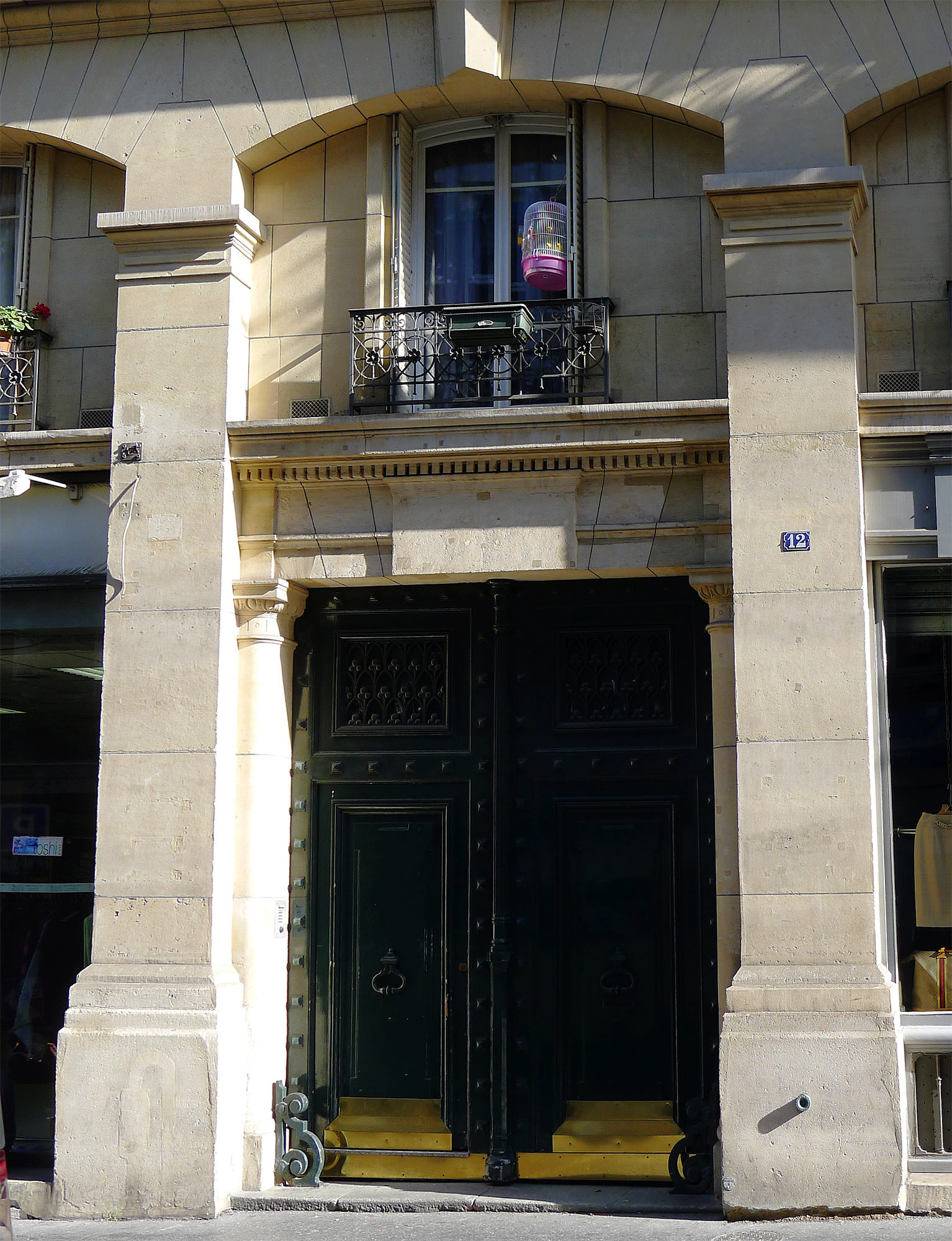
No 12.
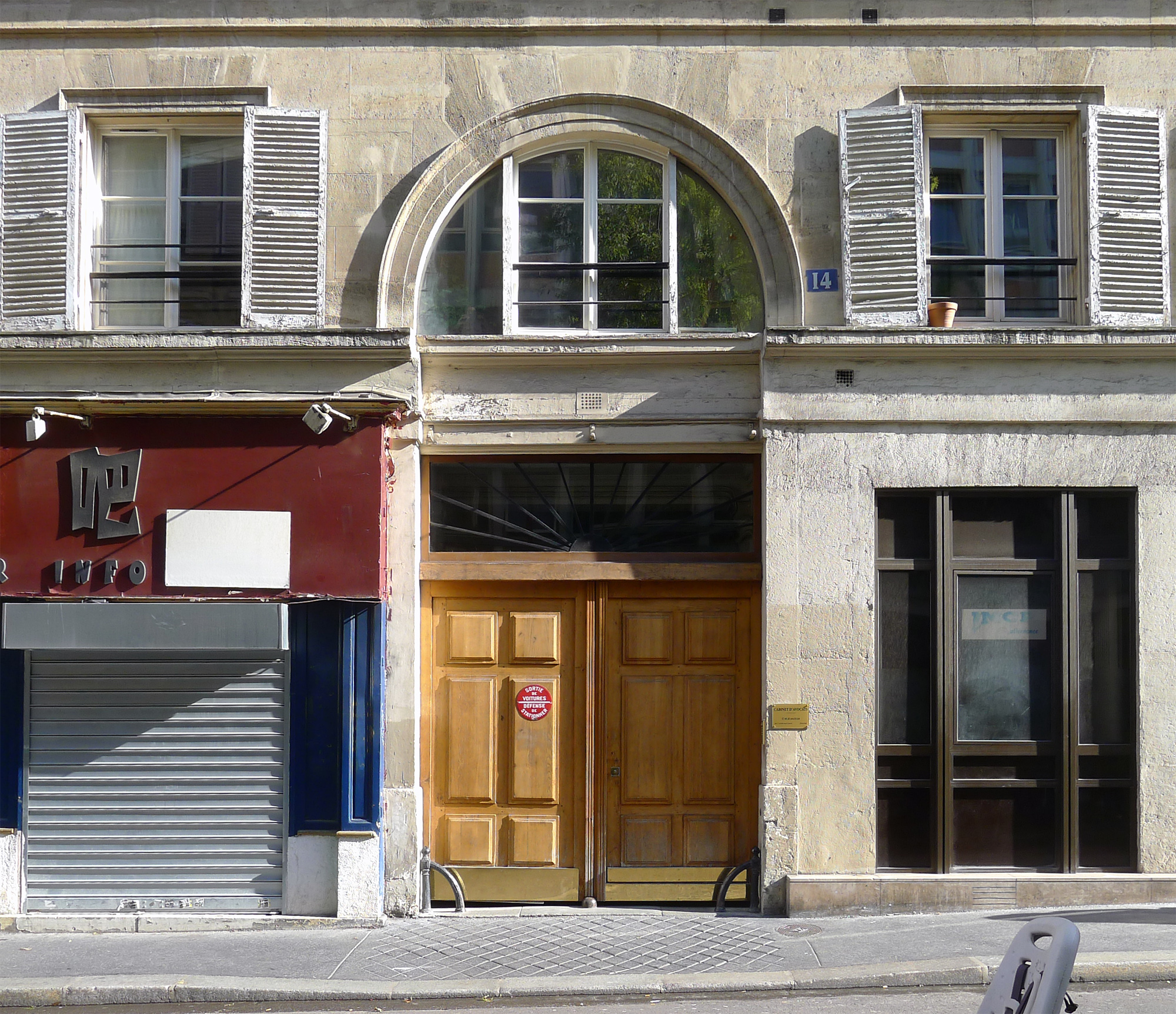
No 14.